# Mustache (moteur de template)
Mustache est un moteur de template avec des implémentations disponible en ActionScript, C, C++, Clojure, CoffeeScript, ColdFusion, Delphi, Erlang (langage), Go, Haskell, Io, Java, JavaScript, Lua, .NET, Objective-C, Pharo, Perl, PHP, Python, Ruby, Scala, CFEngine et XQuery.

## Exemples
Gabarit le plus simple :
```
Bonjour 
{{prénom}}
```